# Mărtești
Mărtești falu Romániában, Erdélyben, Fehér megyében.

## Fekvése
Felsővidra közelében, Vidrișoara mellett fekvő település.

## Története
Mărteşti korábban Vidrișoara része volt, 1956-ban vált külön 117 lakossal.
1966-ban 93, 1977-ben 82, 1992-ben 67, 2002-ben 61 román lakosa volt.